# Góry Wałbrzyskie

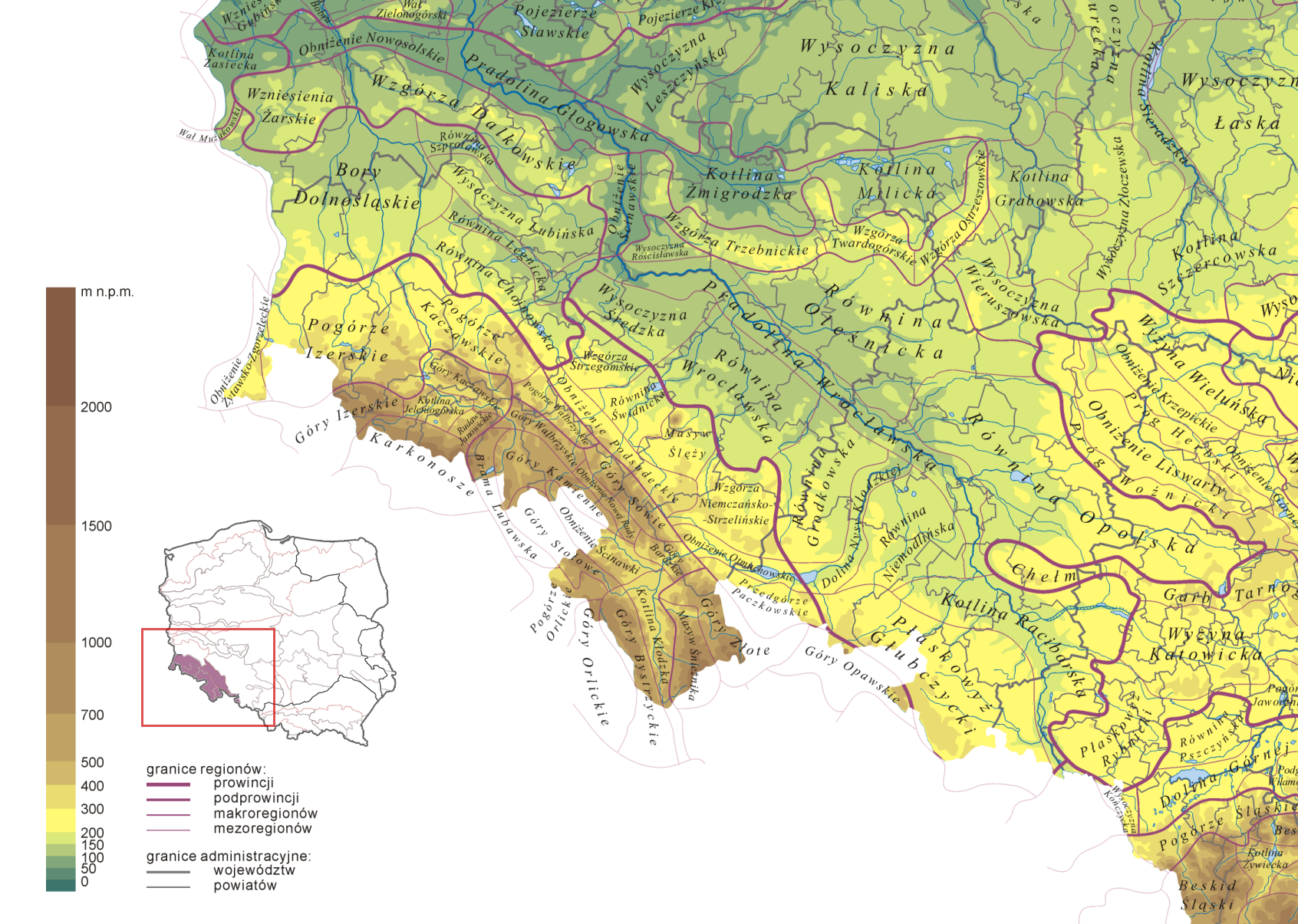
Regiony Kondrackiego-hipsometria, Sudety, Góry Wałbrzyskie

Góry Wałbrzyskie (332.42, niem. Waldenburger Bergland, też Waldenburger Gebirge) – pasmo górskie w Sudetach Środkowych, w całości w Polsce; najwyższy szczyt – Borowa, 853 m n.p.m.

## Opis
Przebiegają na długości 35 km z północnego zachodu na południowy wschód, od doliny Bobru do doliny Bystrzycy.

## Położenie
Od południa – poprzez dolinę Leska, Kotlinę Wałbrzyską oraz dolinę Rybnej – graniczą z Górami Kamiennymi. Od zachodu, od Gór Lisich, będących grzbietem Rudaw Janowickich, oddziela je Bóbr. Na północnym zachodzie docierają aż do Gór Kaczawskich. Na północy przechodzą płynnie w Pogórze Wałbrzyskie, a na wschodzie łączą się z Górami Sowimi w dolinie Bystrzycy.

## Rzeźba terenu
Góry Wałbrzyskie składają się z kilku części. Są to:
- Masyw Trójgarbu i Krąglaka[1],
- Masyw Chełmca[1],
- Kotlina Wałbrzyska[1],
- Góry Czarne[1],
- Rybnicki Grzbiet[1].

### Szczyty
Najwyższym szczytem jest Borowa (853 m n.p.m.). Do wyróżniających się w krajobrazie szczytów należy zaliczyć także Trójgarb. Inne szczyty to: Kozioł (774 m n.p.m.), Wołowiec (776 m n.p.m.), Mały Wołowiec (720 m n.p.m.).

## Budowa geologiczna
Góry Wałbrzyskie leżą na obszarze zewnętrznej, północnej części niecki śródsudeckiej, w której warstwy skalne zapadają ku środkowi (tutaj ku południu). Zbudowane są ze skał osadowych, głównie piaskowców, zlepieńców i łupków oraz wulkanicznych – porfirów, melafirów i ich tufów. Skały te powstały w karbonie i permie. W górnym karbonie powstały złoża węgla kamiennego, a w mezozoiku – żyłowe złoża barytu. Powierzchnie wysoczyzn pokrywają plejstoceńskie lessy, natomiast zbocza gór plejstoceńskie i holoceńskie rumosze skalne i gliny zboczowe.

## Wody
Teren Gór Wałbrzyskich należy w całości do dorzecza Odry. Oprócz Bobru i Bystrzycy, których tylko niewielkie odcinki znajdują się na granicy Gór Wałbrzyskich, najważniejszymi rzekami są Pełcznica i Lesk. Znajdują się tu także źródłowe odcinki Strzegomki i Nysy Szalonej (północny zachód Gór Wałbrzyskich) oraz Ścinawki (południowy wschód).

## Miejscowości
Głównym miastem na tym obszarze jest Wałbrzych; poza tym mniejsze miasta to: Boguszów-Gorce, Szczawno-Zdrój i Jedlina-Zdrój. Wsie gminne: Stare Bogaczowice, Czarny Bór.

## Ochrona przyrody
- Obszar Chronionego Krajobrazu Kopuły Chełmca, Trójgarbu i Krzyżowej Góry[1]